# Depot von Soběnice
Das Depot von Soběnice (auch Hortfund von Soběnice) ist ein Depotfund der frühbronzezeitlichen Aunjetitzer Kultur aus Soběnice, einem Ortsteil von Liběšice u Litoměřic im Ústecký kraj, Tschechien. Es datiert in die Zeit zwischen 2000 und 1800 v. Chr. Die erhaltenen Gegenstände des Depots befinden sich heute im Nationalmuseum in Prag.

## Fundgeschichte
Das Depot wurde im August 1859 nördlich von Soběnice beim Abtragen einer kleinen Anhöhe am Südhang des Mühlbergs auf einem Feld entdeckt. Es lag in einer Tiefe von etwa einer halben Elle (ca. 30–35 cm).

## Zusammensetzung
Das Depot war in einem Keramikgefäß niedergelegt worden, das in der Erde weich geworden war und bei der Bergung zerfiel. Seine Scherben wurden nicht aufgehoben. Das Gefäß enthielt zahlreiche Bronzegegenstände: ein Ösenhalsring, ein Bruchstück eines weiteren Ösenhalsrings bzw. eines Ringbarrens, ein Halsring mit Pfötchenenden, vier massive Ovalringe sowie gemäß dem ursprünglichen Fundbericht wahrscheinlich 40 Randleistenbeile. Bei den Ovalringen handelt es sich um zwei Paare. Sie haben verdünnte Enden mit einer Verzierung aus kleinen Querrillen. An den Innenseiten sind Spuren von Gussnähten erkennbar. Beide Paare gelangten ins Museum nach Prag, ein Paar ist heute aber verschollen. Von den Beilen gelangten nur 30 nach Prag. Sie gehören drei unterschiedlichen Typen an. Ihr Gewicht liegt zwischen 145 g und 446 g. Das Gesamtgewicht aller Gegenstände betrug nach dem ursprünglichen Fundbericht 19 Pfund (ca. 9,7 kg). Die erhaltenen Gegenstände wiegen zusammen 7,29 kg. Die Differenz spricht dafür, dass tatsächlich zehn Beile fehlen.